# Medgyesbodzás
Medgyesbodzás is een plaats (község) en gemeente in het Hongaarse comitaat Békés. Medgyesbodzás telt 1239 inwoners (2002).